# Jarmila Novotna
Jarmila Novotna (Praga, 23 de septiembre de 1907 – New York, 9 de febrero de 1994) fue una célebre soprano y actriz checa.
Una de las mujeres más bellas que agraciaron el escenario operístico y que fuera tentada por Hollywood como actriz de cine. Una de las figuras más populares y queridas del público neoyorquino se casó con el Barón George Daubek con quien tuvo dos hijos, Jarmilina y George, Jr.

## Europa
Discípula de Emmy Destinn, debutó en Praga el 28 de junio de 1925 en La novia vendida. Cantó casi inmediatamente La traviata y luego en Verona en Rigoletto, en Nápoles como Adina con Tito Schipa incorporándose a la Kroll Opera de Berlín en 1929 donde canto Violetta, Manon Lescaut y Madama Butterfly. 
En 1933 abandonó Berlín por la creciente política antisemita de los nazis.
En 1934 se estableció en Viena donde estrenó Giuditta de Franz Lehár junto a Richard Tauber, con tal éxito que nombrada Kammersängerin.
En 1937 fue Pamina (La flauta mágica) en Salzburgo dirigida por Arturo Toscanini quien la invitó a participar en un concierto en Nueva York motivando un contrato con la Metropolitan Opera. 

## América
Habiendo regresado brevemente a Europa para Las bodas de Fígaro con Bruno Walter escapó al estallar la Segunda Guerra Mundial hacia América.
Debutó en 1939 en San Francisco como Madama Butterfly y en enero de 1940 en el Metropolitan Opera como Mimí en La Boheme. Allí apareció como Euridice, Violetta, Cherubino, Manon, Marenka, Donna Elvira, Pamina, Octavian, Antonia, Freia, Mélisande y el Príncipe Orlofsky con el que se despidió en 1956 habiendo totalizado 208 funciones en el teatro de la calle treinta y nueve.
En 1943 cantó en el Teatro Colón (Buenos Aires) Mimi, Violetta, Alice Ford y Cherubino dirigida por Fritz Busch.

## Actriz de cine
Filmó varias películas entre ellas La novia vendida de Max Ophüls, La noche del gran amor con Gustav Fröhlich, El gran vals, El gran Caruso con Mario Lanza y en 1948 en La búsqueda de Fred Zinemann con Montgomery Clift.
En 2004 se editó un DVD biográfico:  Jarmila Novotná - Star Of The Metropolitan Opera.